# Costești (Argeș)
Costești (in ungherese Kosztesd) è una città della Romania di 10 715 abitanti, ubicata nel distretto di Argeș, nella regione storica della Muntenia.